# Cephalotettix chinantecus
Cephalotettix chinantecus is een rechtvleugelig insect uit de familie veldsprinkhanen (Acrididae). De wetenschappelijke naam van deze soort is voor het eerst geldig gepubliceerd in 2011 door Fontana, Buzzetti & Mariño-Pérez.